# Stammliste der Udonen
Detaillierte Stammliste der Udonen, Grafen von Stade und Katlenburg, Markgrafen der Nordmark

## Grafen von Stade und Grafen von Katlenburg
1. Lothar I., X 2. Februar 880 bei Ebstorf; ⚭ Oda von Sachsen, † vor 874, Tochter von Liudolf (Liudolfinger) und Oda Billung
  1.  ? Lothar II., X 5. September 929 in der Schlacht bei Lenzen; ⚭ Swanehild, † 13. Dezember …
    1. Heinrich I. der Kahle, † 11. Mai 976, Graf im Heilangau, erbaut 964 die Burg Harsefeld, begraben im Kloster Heeslingen; ⚭ I um 946 Judith, † 16. Oktober wohl 973, Tochter des Grafen Udo von der Wetterau (Konradiner) und NN von Vermandois; ⚭ II Hildegard, † 11. Juni …, wohl Tochter von Graf Elli I. von Reinhausen
      1. (I) Heinrich II. der Gute,* wohl 943, † 2. Oktober 1016, stiftet um 1010 Kollegiatstift Harsefeld, dort auch begraben; ⚭ um 970 Mechtild aus Schwaben, † 19. Oktober …, begraben in Harsefeld
        1. Siegfried III., * wohl 970, † 26. Oktober 994 in normannischer Gefangenschaft

      2. (I) Lothar-Udo I., * wohl 948/950, X 23. Juni 994 bei Stade, Graf von Stade
        1. Heinrich III., 997 Graf im Liesgau, nach 1002 Domherr in Hildesheim
        2. Udo, * vor 986, † nach 1040, 1013/33 Graf im Liesgau, 1020 Graf im Rittigau; ⚭ Bertrada aus Schwaben
          1. Dietrich I. von Katlenburg, X 10. September 1056 bei Werben, 1039 Graf von Katlenburg; ⚭ Bertrada, Tochter von Dietrich III. Hierosolymita, Graf von Westfriesland (Gerulfinger)
            1. Dietrich II., † 1085; ⚭ Gertrud die Jüngere von Braunschweig, * wohl 1065, † 9. Dezember 1117, Tochter von Ekbert I., Markgraf von Meißen (Brunonen), sie heiratete in zweiter Ehe Heinrich den Fetten, Graf von Northeim und in dritter Ehe Heinrich I., Graf von Eilenburg (Wettiner)
              1. Dietrich III., † 12. August 1106; Graf von Katlenburg; ⚭ Adela von Beichlingen, † 1123, Tochter von Kuno von Northeim, Graf von Beichlingen, sie heiratete in zweiter Ehe Helferich, Graf von Plötzkau.

            2. Othildis; ⚭ Konrad, Graf von Wettin 1040

      3. (I) Gerburg (Gerberga), * wohl 950, † wohl 1000; ⚭ I um 975 Dietrich I. von Querfurt; ⚭ II Bruno VI., Graf von Braunschweig, † 1006
      4. (I) Hathui (Hedwig), * 954/961, † 18. Juli …, Patenkind des Kaisers Otto I., 973 Äbtissin von Heeslingen
      5. (I) Kunigunde, * wohl 956, † 13. Juli 997, begraben in Germersleben; ⚭ Ende 972 Siegfried der Ältere, Graf von Walbeck, † 15. März 991
      6. (I) Siegfried II., * wohl 965, † 6. Januar oder 1. Mai 1037, Graf von Stade; ⚭ 994 Adele/Ethela von Alsleben, † 1. Mai …, Tochter von Graf Gero und Adela – Nachkommen siehe unten
      7. (II) Hildegarde, * 974/977, † 3. Oktober 1011, begraben im Michaeliskloster in Lüneburg; ⚭ um 990[1] Bernhard I. Billung, Herzog von Sachsen, † 9. Februar 1011 in Corvey, begraben im Michaeliskloster in Lüneburg (Billunger)

    2. Gerburg
    3. Siegfried I., Graf von Stade 954/973
    4. Thietmar, † 12. März 1001, 983 Abt von Corvey

## Markgrafen der Nordmark
1. Siegfried II., * wohl 965, † 6. Januar oder 1. Mai 1037, Graf von Stade; ⚭ 994 Adele/Ethela von Alsleben, † 1. Mai …, Tochter von Graf Gero und Adela – Vorfahren siehe oben
  1. Lothar Udo II. (I.), * nach 994, † 7. November 1057, 1037 Graf von Stade, 1056/57 Markgraf der Nordmark; ⚭ Adelheid von Rheinfelden, † 7. Dezember nach 1057, begraben in Alsleben
    1. Lothar Udo III. (II.), * wohl 1020/30, † 4. Mai 1082, Graf von Stade, 1057 Markgraf der Nordmark; ⚭ um 1056 Oda von Werl, * um 1050, † 13. Januar 1110, Tochter von Hermann, Graf von Werl
      1. Heinrich III. (I.) der Lange, * wohl 1065, † 27. Juni 1087, Graf von Stade, 1082 Markgraf der Nordmark; ⚭ Eupraxia von Kiew, * wohl 1067/70, † 10. Juli oder 11. November 1109, Tochter des Großfürsten Wsewolod I. (Rurikiden, die spätere Ehefrau Kaiser Heinrichs IV. (Salier))
      2. Lothar Udo IV. (III.), * wohl 1070, † 2. Juni 1106, Graf von Stade, 1087 Markgraf der Nordmark; ⚭ 1095/1100 Irmgard von Plötzkau, * 1085/87, † 26. November 1153, Tochter von Graf Dietrich von Plötzkau und Mathilde von Walbeck, sie heiratete in zweiter 1108/14 Ehe Gerhard I. von Heinsberg
        1. Heinrich IV. (II.), * wohl 1102, † 4. Dezember 1128, Graf von Stade, 1114 Markgraf der Nordmark; ⚭ Adelheid von Ballenstedt, * wohl 1100, Tochter des Grafen Otto von Ballenstedt (Askanier) und Eilika von Sachsen, sie heiratete in zweiter Ehe Werner von Veltheim
        2. Tochter
        3. Adelheid, ⚭ Heinrich II., Graf von Eilenburg, Markgraf von Meißen, † 1123 (Wettiner)
        4. Irmgard; ⚭ Poppo IV. Graf von Henneberg, Burggraf von Würzburg, † 9. Mai/18. Juni 1156

      3. Rudolf I., † 7. Dezember 1124, Graf von Stade, 1106/14 Markgraf der Nordmark als Vormund seines Neffen; ⚭ Richardis von Spanheim-Lavanttal, † 1151, Tochter von Hermann I. von Spanheim, Burggraf von Magdeburg
        1. Rudolf, † 13. Oktober … als Kind
        2. Udo V. (IV.), X 15. März 1130, Graf von Stade, 1128 Markgraf der Nordmark, ⚭ Jutta von Winzenburg, Tochter von Graf Hermann I. von Winzenburg (Formbacher)
        3. Rudolf II., X 15. März 1144, Graf von Stade, 1130 Markgraf der Nordmark; ⚭ vor 1128 Elisabeth, * wohl 1124, † 25. Dezember …, Tochter des Markgrafen Leopold I. von Steiermark und Sophie von Bayern, sie heiratete in zweiter Ehe Heinrich V., 1144/61 Herzog von Kärnten, † 12. Oktober 1161 (Spanheimer)
        4. Hartwig, † 2. oder 11. Oktober 1168, 1145 Graf von Stade, 1148 Erzbischof von Bremen
        5. Richardis, † 29. Oktober wohl 1154, geistlich zu Bingen, Äbtissin von Bassum
        6. Luitgard, † ermordet 30. Januar 1152 in Winzenburg; ⚭ I, geschieden vor 1144, Friedrich VI. von Sommerschenburg, Pfalzgraf von Sachsen, † 1162; ⚭ II Erik III. Lam (Haus Estridsson) König von Dänemark, † 27. August 1146; ⚭ III 1148 Hermann II. Graf von Winzenburg, † ermordet 29. Januar 1152 in Winzenburg

      4. Siegfried, † 7. Juni wohl 1110, Propst zu Magdeburg
      5. Adelheid, † 8. Oktober oder 14. November 1110; ⚭ I 1083 Friedrich III. von Putelendorf, Graf von Goseck, Pfalzgraf von Sachsen, † 25. Februar 1085; ⚭ II 1087 Ludwig II. der Springer, Landgraf von Thüringen, † 6./8. Mai 1123 (Ludowinger)
      6. Tochter, um 1110 Äbtissin von Alsleben

  2. Irmgard, Äbtissin von Alsleben
  3. Bertha, Äbtissin von Alsleben